# 삿갓지붕

삿갓지붕(tented roof, pavilion roof)은 용마루와 내림마루가 없고 추녀마루만 있는 지붕이다. 추녀마루의 개수에 따라 사모지붕, 육모지붕, 팔모지붕이라고 한다.